# Gringo (Circus Devils)
Gringo è il settimo album in studio long playing del gruppo Circus Devils, pubblicato negli Stati Uniti nel 2009, in vinile e in CD dalla Happy Jack Rock Records e, nel Regno Unito, in CD dalla Static Caravan Recordings. I Circus Devil sono uno dei progetti paralleli di Robert Pollard, leader e fondatore dei Guided by Voices. Tutte le canzoni sono state scritte ed eseguite da Robert Pollard e Todd Tobias con Tim Tobias.

## Tracce
Lato A
1. Witness Hill
2. Every Moment Flame on
3. Ships From Prison to Prison
4. Bad Baby Blue
5. Easy Baby
6. Before it Walks
7. Monkey Head

Lato B
1. ThThe Beast Falls Down
2. Letters From a Witch
3. Arizona Blacktop Company
4. Hot Water Wine
5. In Your Hour of Rescue
6. Ants
7. Stars On All Night
8. The Gasoline Drinkers
9. Yellow Cloud (inst.)

## Musicisti
- Todd Tobias: basso, batteria, chitarra, tastiere, percussioni
- Robert Pollard: voce
- Tim Tobias: chitarra